# Úherčice
Úherčice település Csehországban, a Chrudimi járásban. Úherčice Heřmanův Městec, Kostelec u Heřmanova Městce, Morašice és Vápenný Podol településekkel határos. Lakosainak száma 134 fő (2024. január 1.).

## Népesség
A település lakosságának változását az alábbi diagram mutatja:
| Lakosok száma | 234  | 279  | 241  | 173  | 138  | 102  | 129  | 140  | 137  | 134  |
|               | 1869 | 1890 | 1921 | 1950 | 1980 | 2001 | 2017 | 2019 | 2022 | 2024 |